# Аписако
Аписако (исп. Apizaco)  —   город и муниципалитет в Мексике, входит в штат Тласкала. Население — 158 900 человек.

## История

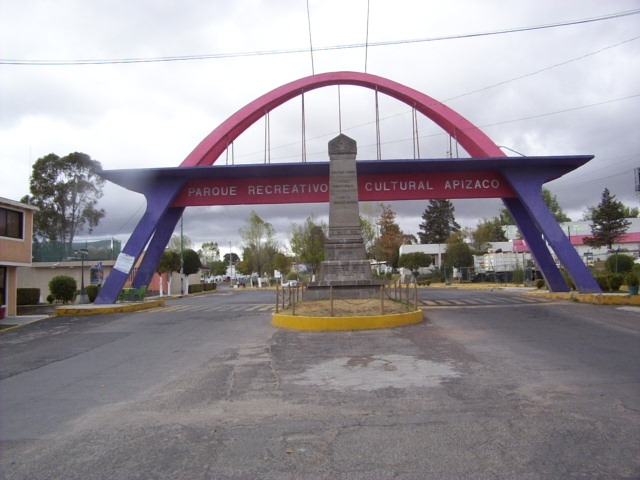
Парк

Город основан в 1866 году.